# آسيري (كانتون)

كانتون آسيري في محافظة سان خوسيه

آسيري (بالإسبانية: Aserrí)‏ هو اسم الكانتون السادس في محافظة سان خوسيه بكوستاريكا، وتبلغ مساحو الكانتون حوالي 167.10 كم². ويقارب عدد سكانها 52,808 نسمة. وتدعى المدينة الرئيسة للكانتون آسيري أيضا. وتم تأسيس الكانتون قانونيا في 27 تشرين الثاني عام 1882.

## المقاطعات
يقسم كانتون آسيري إلى 7 مقاطعات :
1. آسيري
2. تارفاكا
3. فويلتا دي خوركو
4. سان غابرييل
5. لاغوا
6. مونتيري
7. ساليتريجوس